# Odet de Coligny de Châtillon
Odet de Coligny de Châtillon (castelo de Châtillon-sur-Loing, 10 de julho de 1517 - Master Homor's, 13 de abril de 1571) foi um cardeal do século XVII.

## Biografia
Nasceu em castelo de Châtillon-sur-Loing em 10 de julho de 1517. De uma família ilustre. Segundo filho de Gaspard de Coligny, marechal de França e Louise de Montmorency. Irmão do almirante Gaspard de Coligny. Sobrinho de Anne de Montmorency. Ele é conhecido como Cardeal de Châtillon.
Ele foi elevado com muito dinheiro, ele se encaixa no espírito e no gosto das belas letras; (nenhuma informação educacional adicional encontrada). Tinha 16 anos e era leigo quando foi promovido ao cardinalato.
Criado cardeal diácono no consistório de 7 de novembro de 1533; recebeu o chapéu vermelho e a diaconaria de Ss. Sergio e Bacco, 10 de novembro de 1533. Participou do conclave de 1534, que elegeu o Papa Paulo III. Abade comendador de Saint Bénigne de Dijon, de Fleury, de Ferrière e de Vaux de Cernay.
Administrador da Sé Metropolitana de Toulouse, 29 de abril de 1534; naquela época não havia recebido a ordenação sacerdotal; renunciou à administração em 20 de outubro de 1550. Consagrado (nenhuma informação encontrada). Administrador da Sé de Beauvais, 20 de outubro de 1535; ocupou a administração até ser privado dos benefícios episcopais em 31 de março de 1563. Abade comendador de Saint-Lucien de Beauvais a partir de 1537. Optou pela diaconia de S. Adriano, 25 de fevereiro de 1549. Participou do conclave de 1549-1550, que elegeu o Papa Júlio III. Ele foi encarregado da biblioteca do Conselho Privado Real; protegeu Ronsard, e depois Rabelais, para quem obteve, em 1550, o privilégio de dez anos para imprimir livros e que lhe dedicou o seu Quart Livre . Participou do Conclave de abril de 1555, que elegeu o Papa Marcelo II. Participou do Conclave de maio de 1555, que elegeu o Papa Paulo IV. Abade comendador de Ferrières de 1556. Não participou do conclave de 1559, que elegeu o Papa Pio IV. Em 1560, o Papa Pio IV nomeou-o grande inquisidor da França; a oposição à inquisição por parte do Parlamento de Paris impediu-o de ocupar o cargo. Abadecomendador de Grandchamps. Abade comendador de Quincy e de Vézelay a partir de 1560. Influenciado por seus pais e irmãos, tornou-se publicamente calvinista em abril de 1561 e ajudou muito os do partido huguenote; participou com o irmão nas guerras religiosas e foi mediador entre os protestantes e a rainha Catarina de' Médici. Em 1562 a Inquisição o declarou herege. Ele fugiu para Lyon, renunciou ao título de cardeal e autodenominou-se conde de Beauvais. No consistório secreto de 31 de março de 1563, o Papa Pio IV declarou-o herege por ter se tornado calvinista e privou-o de todos os seus benefícios episcopais e cardinalícios. Em dezembro de 1564, casou-se com Isabel de Hauteville vestindo, a pedido dos huguenotes, suas vestes de cardeal. A sua posição como líder dos protestantes forçou-o a partir para Inglaterra em 1568, para fugir da perseguição da Rainha Caterina de' Medici. Em Londres, a Rainha Elizabeth I favoreceu ele e sua esposa, que se chamava Mme. o Cardeal. Ele estava se preparando para ir a La Rochelle para se juntar ao irmão quando foi envenenado.
Morreu em Master Homor's em 13 de abril de 1571, Master Homor's, a pousada para peregrinos, Canterbury, envenenado por seu criado de quarto; houve rumores de que por instigação da Rainha Caterina de 'Medici. Enterrado na Capela da Trindade, Catedral de Canterbury, Canterbury, Inglaterra. A sua viúva reivindicou o seu dote em 1602, mas o Parlamento de Paris negou o seu pedido.